# Boichukismo

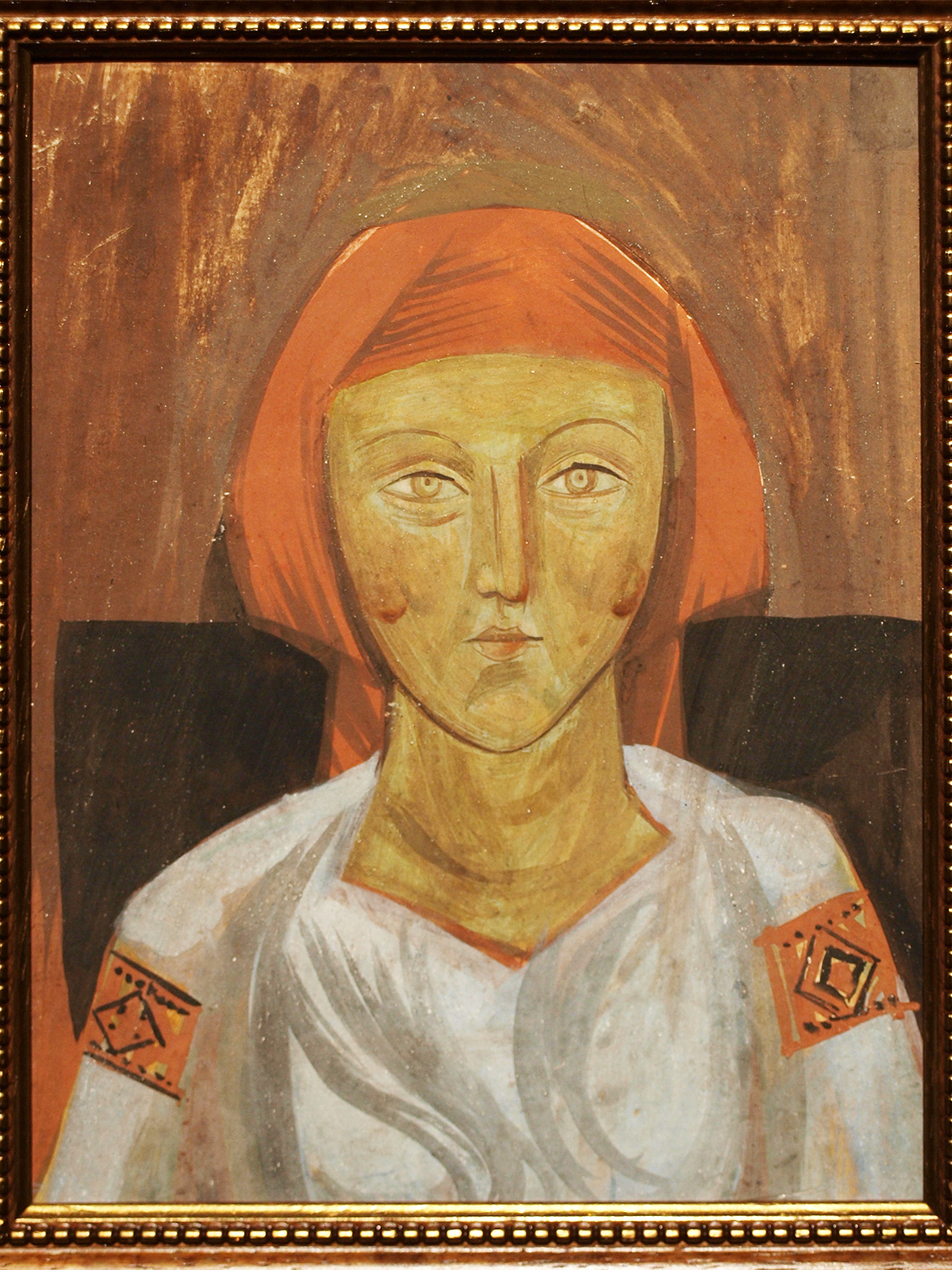
"Chica ucraniana", Mijailo Boichuk, década de 1910

El boichukismo (en ucraniano: Бойчукізм) es un fenómeno cultural y artístico en la historia del arte ucraniano entre los años 1910 y 1930, que se distingue por su estilo artístico monumental-sintético. Fue una escuela original del arte ucraniano, formada por una síntesis del arte popular ucraniano y el arte bizantino, el proto-renacimiento y Ucrania. El nombre proviene del nombre del fundador del movimiento: Mijailo Boichuk, monumentalista y artista gráfico.

## Arte neobizantino
Los artistas europeos de la época, como Pablo Picasso, Oleksandr Arjípenko y Kazimir Malévich, comprendieron de forma diferente las conexiones entre la naturaleza espiritual de las culturas antiguas y el lenguaje de su plasticidad. El bizantinismo y el arte naif ucraniano se convirtieron en hitos artísticos para los boichukistas.
En 1909, Boichuk fundó un estudio de arte neobizantino en París, que se convirtió en el inicio de su escuela. El artista trató de revivir el arte ucraniano basándose en los mejores logros del arte de Bizancio y de la Rus de Kiev. Los boichukistas dominaban la técnica de las pinturas murales al fresco y al seco, es decir, utilizando respectivamente tintes húmedos y secos diluidos con cera.

Los franceses llamaron a estas innovaciones Renovación Bizantina, más tarde conocida como la escuela del monumentalismo ucraniano o boichukismo.
|                                            |                                            |
| Mosaico de San Juan, Mijailo Boichuk, 1910 | "Cosecha", Mijailo Boichuk, década de 1910 |

## Teoría del nuevo arte ucraniano

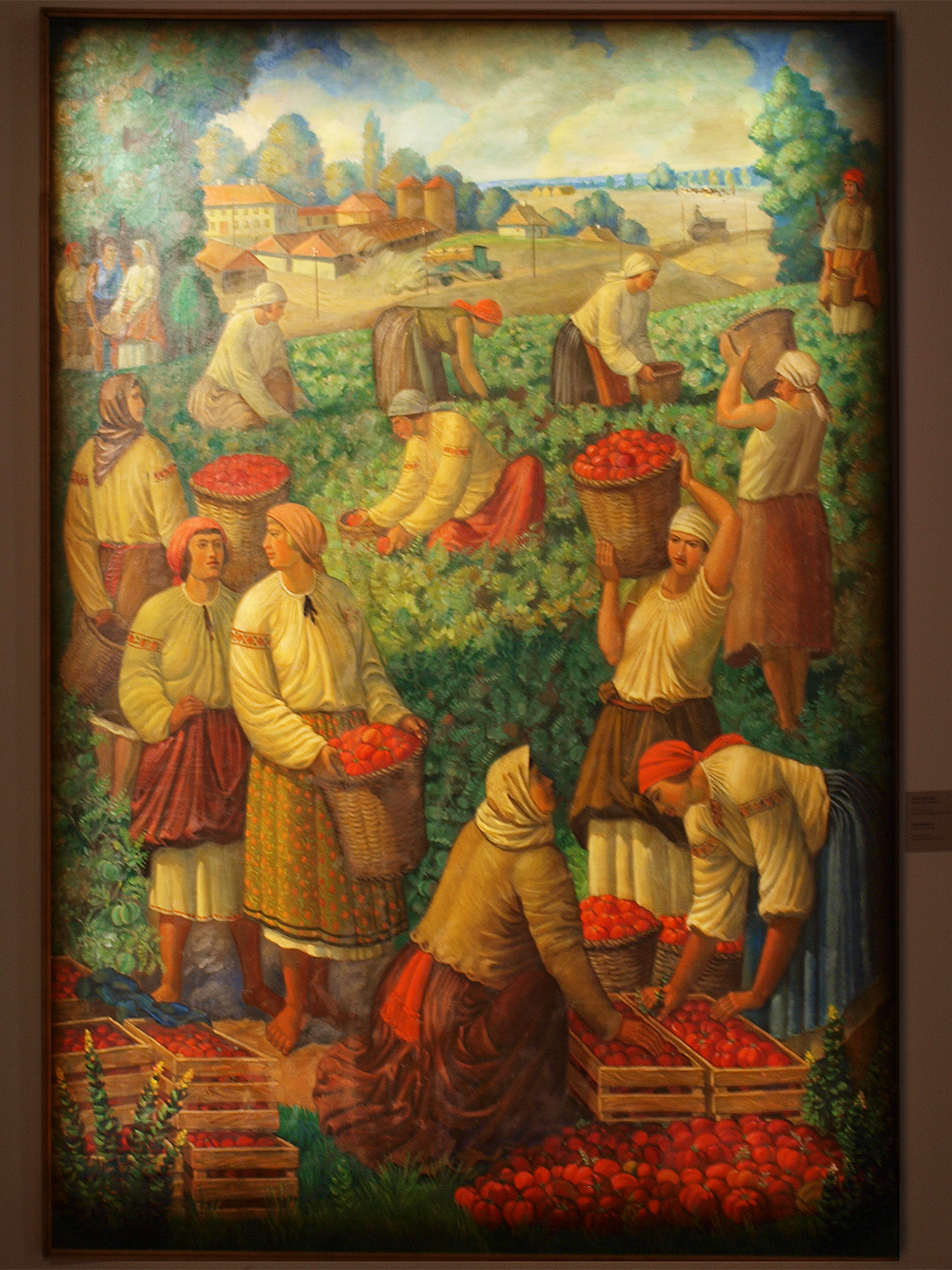
"Recogida de tomates", Ivan Padalka, 1932

Mijailo Boichuk trató de reformar el arte ucraniano y crear un nuevo estilo ucraniano que se convirtiera en algo verdaderamente nacional y estuviera profundamente arraigado en la vida cotidiana del ser humano.
El artista propuso una teoría del nuevo arte ucraniano. Según los críticos de arte, "la base del boichukismo es la creación de un estilo nacional, que se caracteriza por la claridad compositiva, la alta cultura plástica y la excelencia". Los boichukistas desarrollaron un "concepto de estilo monumental, en el que la planicidad ornamental, característica de los frescos bizantinos, se entrelaza orgánicamente, con una armonía estricta y equilibrada, rítmica y cromática, de la iconografía popular y la pintura folclórica ucraniana". Sus "obras se caracterizan por la sencillez del dibujo, la graciosa ritmicidad de las composiciones, la disposición racional de las masas y las líneas".
Los boichukistas no se centraron en el campo de la composición de caballete, sino en la organización del entorno humano y en un claro concepto de creación de arte nacional.

## El monumentalismo ucraniano
A lo largo de casi diez años, se formó el estilo del boichukismo, desde el bizantino de renovación parisino hasta el monumentalismo ucraniano. En diciembre de 1917 se fundó la Academia Estatal de Artes de Ucrania, que albergaba una escuela de monumentalismo.
Los rasgos característicos de la creatividad colectiva de los boichukistas eran el uso de la témpera en lugar del óleo, la vuelta a la herencia histórica y el uso del sincretismo de la forma de arte.
En los años 20, los boichukistas ya desarrollaban sus propias escuelas: Sofiya Nalepynska-Boychuk e Ivan Padalka en gráfica, Vasyl Sedlyar, Oksana Pavlenko y Serhiy Kolos en diseño industrial, y Hryhoriy Komar en pintura monumental.
Los boichukistas esperaban utilizar el monumentalismo para encarnar el modelo ideal proyectado de vida armoniosa. Crearon un arte de vanguardia, trabajando en una síntesis de la herencia cultural y la forma de arte renovada. Convirtieron la vida cotidiana del pueblo ucraniano en una acción sagrada.
A finales de 1925 se fundó en Kiev la Asociación de Arte Revolucionario de Ucrania (ARMU), que reunía a los boichukistas. La ARMU promovía la introducción del arte en la vida cotidiana, combinándolo con la vida, y negaba el realismo naturalista. Los boichukistas aspiraban a la identidad nacional del arte ucraniano.
Entre 1919 y 1935, los boichukistas pintaron más de una docena de conjuntos monumentales en Kiev, Járkov, Odesa y el óblast de Odesa. Los más significativos fueron la decoración del cuartel de Lutsk en Kiev (1919), el Sanatorio VUTSVK en el estuario de Khadzhibey en Odesa (1928), la Casa de la Prensa que lleva el nombre de Mykhailo Kotsiubynsky en Odesa (1929-30) y el Teatro Chervonozavodsky en Járkov (1933-35).

## Escuela Técnica de Arte y Cerámica de Mezhyhirya
En 1919, los estudios de arte y cerámica de Mezhyhirya (a partir de 1923 una escuela técnica) se ubicaron en el territorio del monasterio de Mezhyhirya, donde los boichukistas trabajaban.
En 1923-24, los estudiantes y profesores de la escuela técnica organizaron el Teatro Revolucionario de Marionetas ("vertep") bajo la dirección del crítico de arte P. Gorbenko. Las ilustraciones en forma de grabados fueron realizadas por los estudiantes del estudio de xilografía del Instituto de Arte de Kiev bajo la dirección de la esposa de Mijailo Boichuk, Sofiya Nalepynska-Boychuk.

## Represiones
Los principios ideológicos y artísticos de los boichukistas no encajaban en el marco canonizado del "arte soviético" y provocaron acusaciones de los "socialistas militantes" de distorsionar las imágenes del pueblo soviético y la realidad socialista.
A finales de los años 20 y 30, las autoridades bolcheviques intensificaron la brutal lucha contra las "granjas kulak" en el campo ucraniano. Debido al predominio del tema campesino en las obras de los boichukistas, se les acusó de propagar el elemento burgués-kulak, el nacionalismo y el formalismo.
Las tendencias brillantes en el desarrollo del arte nacional en las obras de los boychukistas fueron declaradas profundamente hostiles a la cultura socialista. El resultado de la lucha fue la desaparición de muchos artistas ucranianos y de su obra, así como del boichukismo en general.
Todos los conjuntos monumentales de los boichukistas fueron destruidos. De todo el legado del boichukismo, sólo han sobrevivido algunas obras de bocetos.

## Exposiciones
1990 - exposición "Boichuk y Boichukistas, Boichukismo" en la Galería Nacional de Arte de Lviv.
7 de diciembre de 2017 - 28 de enero de 2018 - una exposición a gran escala de "Boichukismo, proyecto de gran estilo". La exposición presentó más de 300 pinturas, gráficos y mosaicos de Mijailo y Tymofiy Boichuk, Vasyl Sedlyar, Ivan Padalka, Sofia Nalepynska, Oksana Pavlenko, Antonina Ivanova, Mykola Rokytsky, Serhiy Kolos, Okhrim Kravchenko. La exposición consideró el boichukismo como una dirección artística integral en el contexto de las tendencias artísticas mundiales contemporáneas y estudió la evolución del boichukismo durante casi 30 años.

## Galería

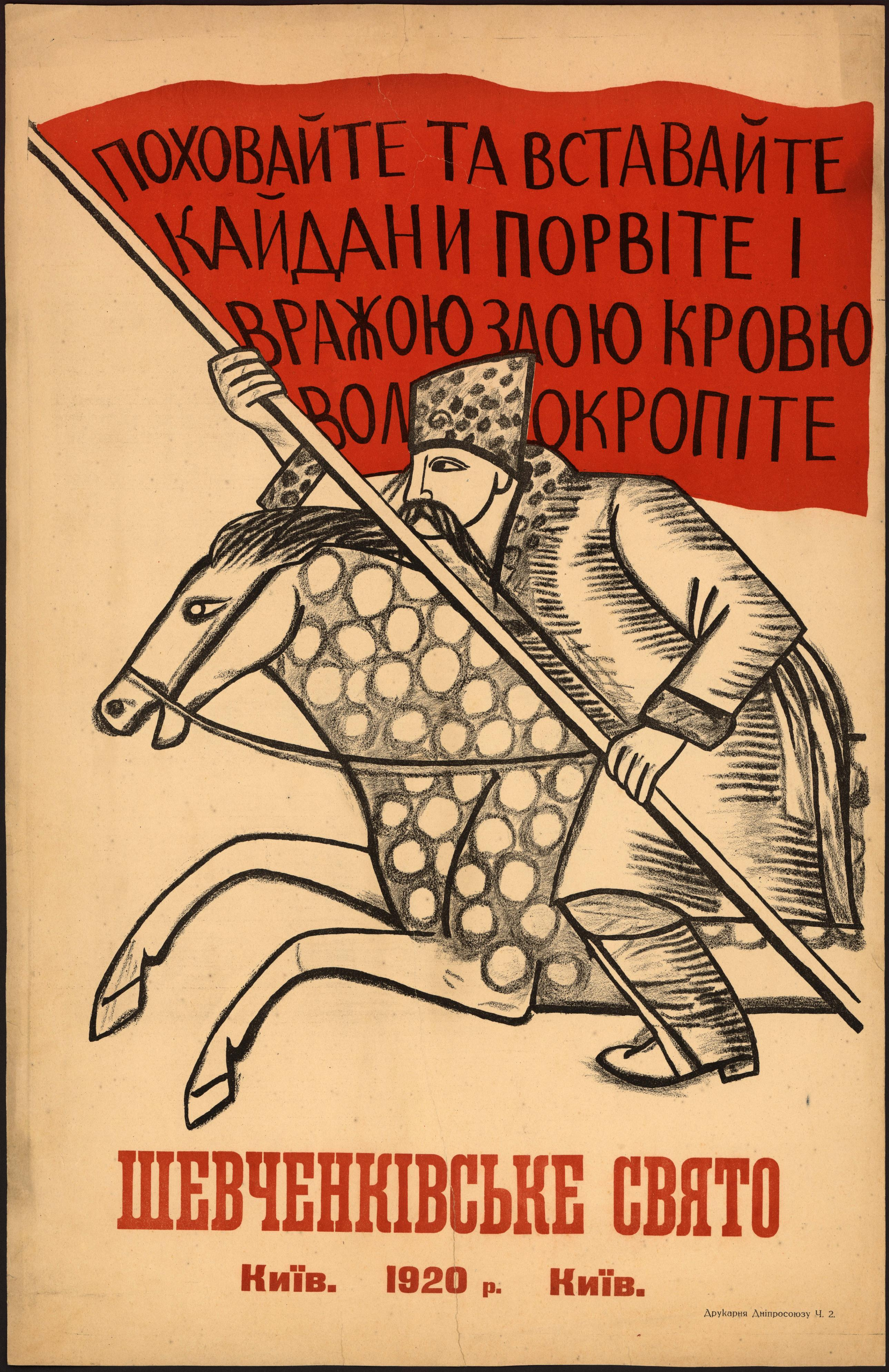
Las vacaciones de Shevchenko, Mijailo Boichuk, 1920
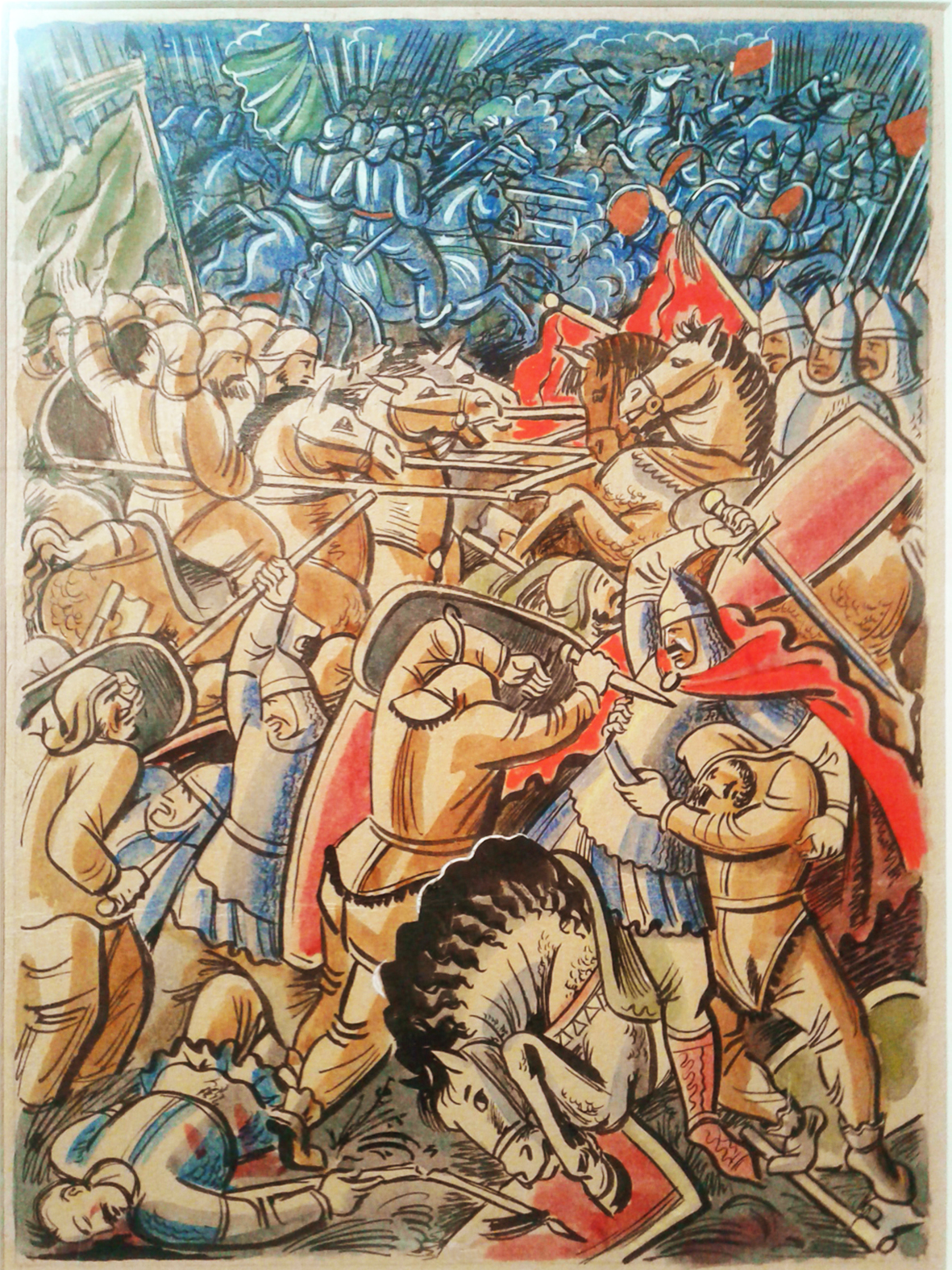
Boceto para la ilustración del cuento de la campaña de Igor, I. Padalka, 1928
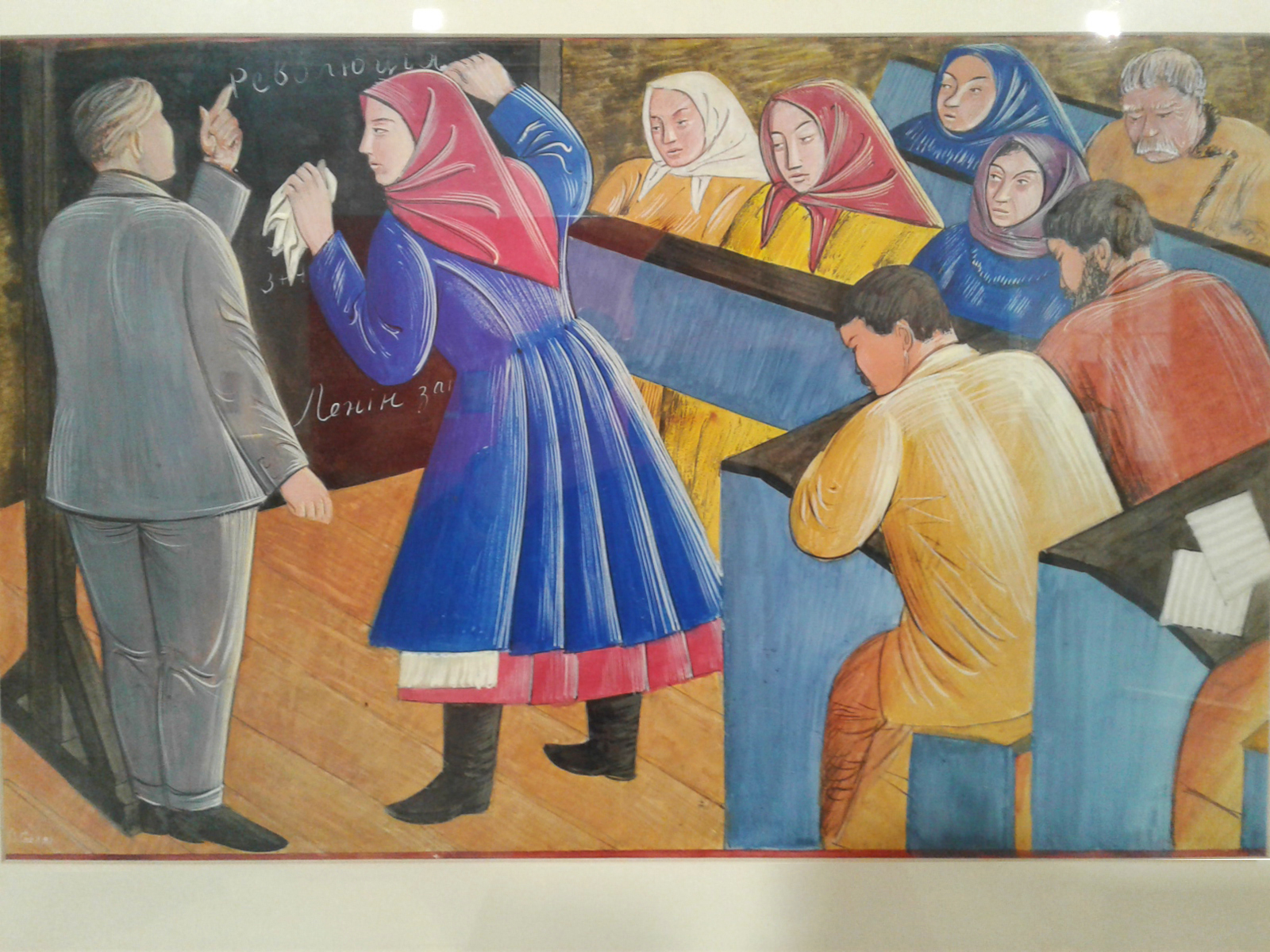
En La escuela de Liknep, Vasyl Sedlyar
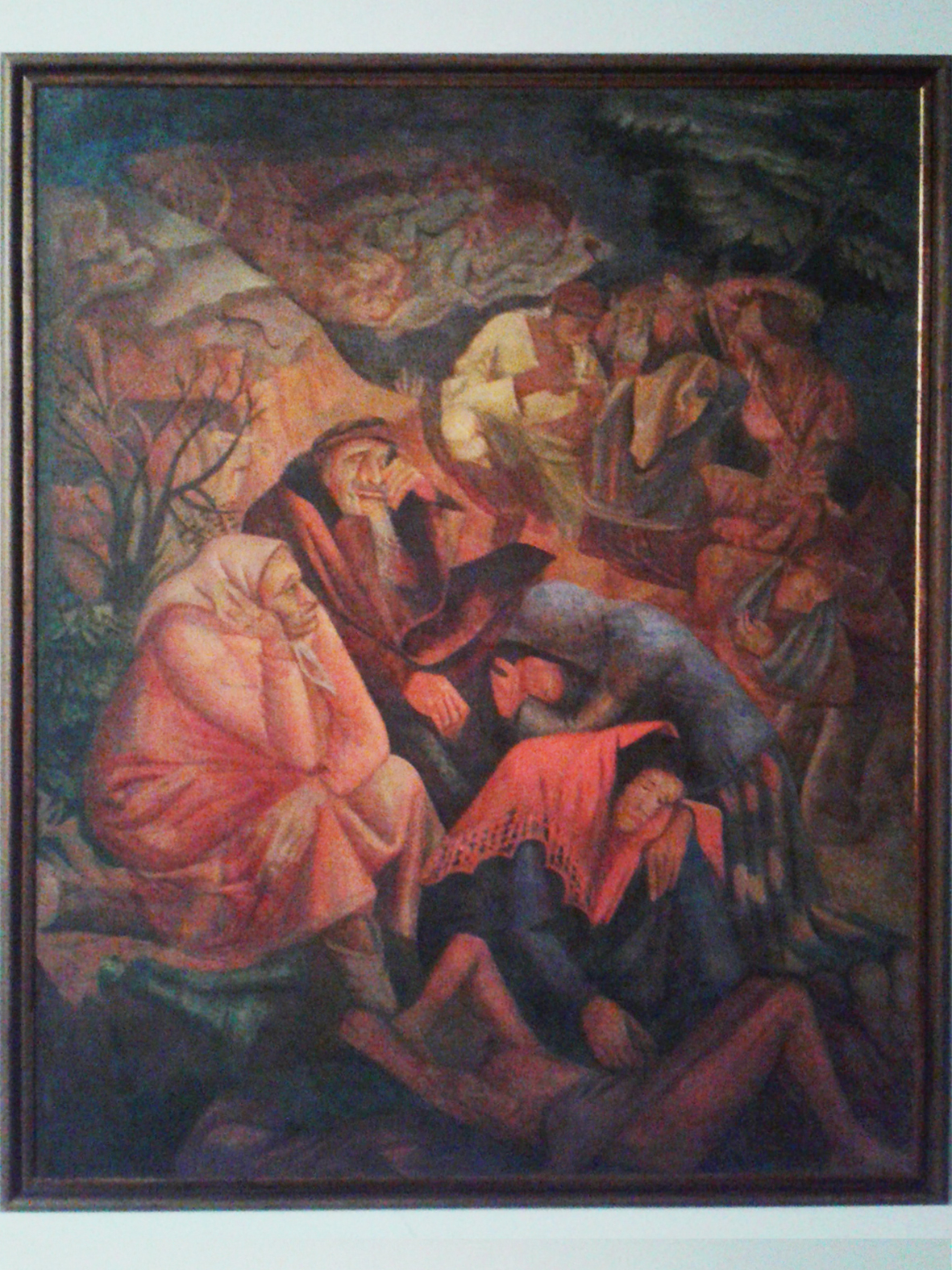
Pogrom judío, M. Shekhtman, 1926
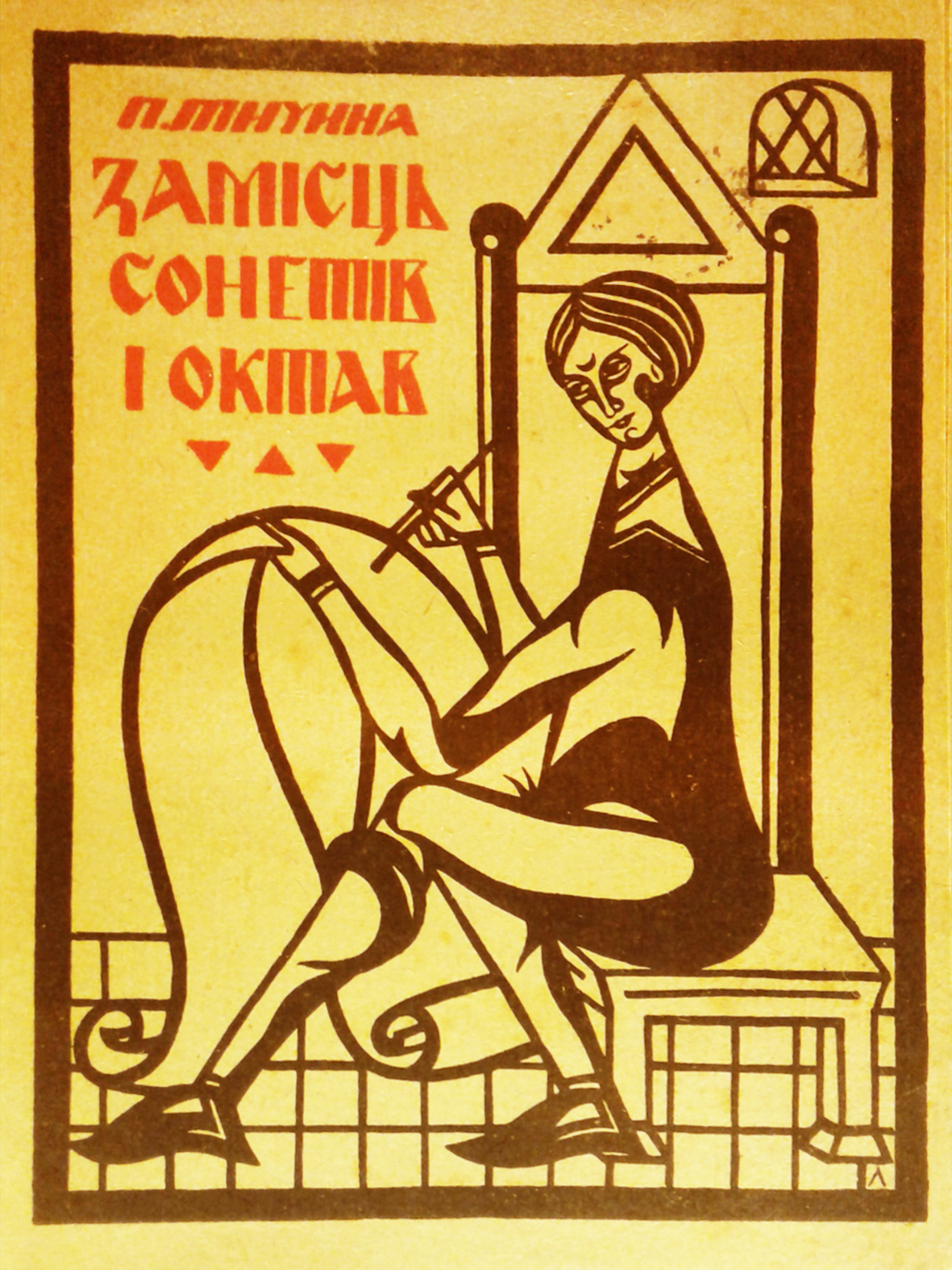
Ilustración para la obra de P. Tychyna en lugar de sonetos y octavas, 1920, L. Lozovsky
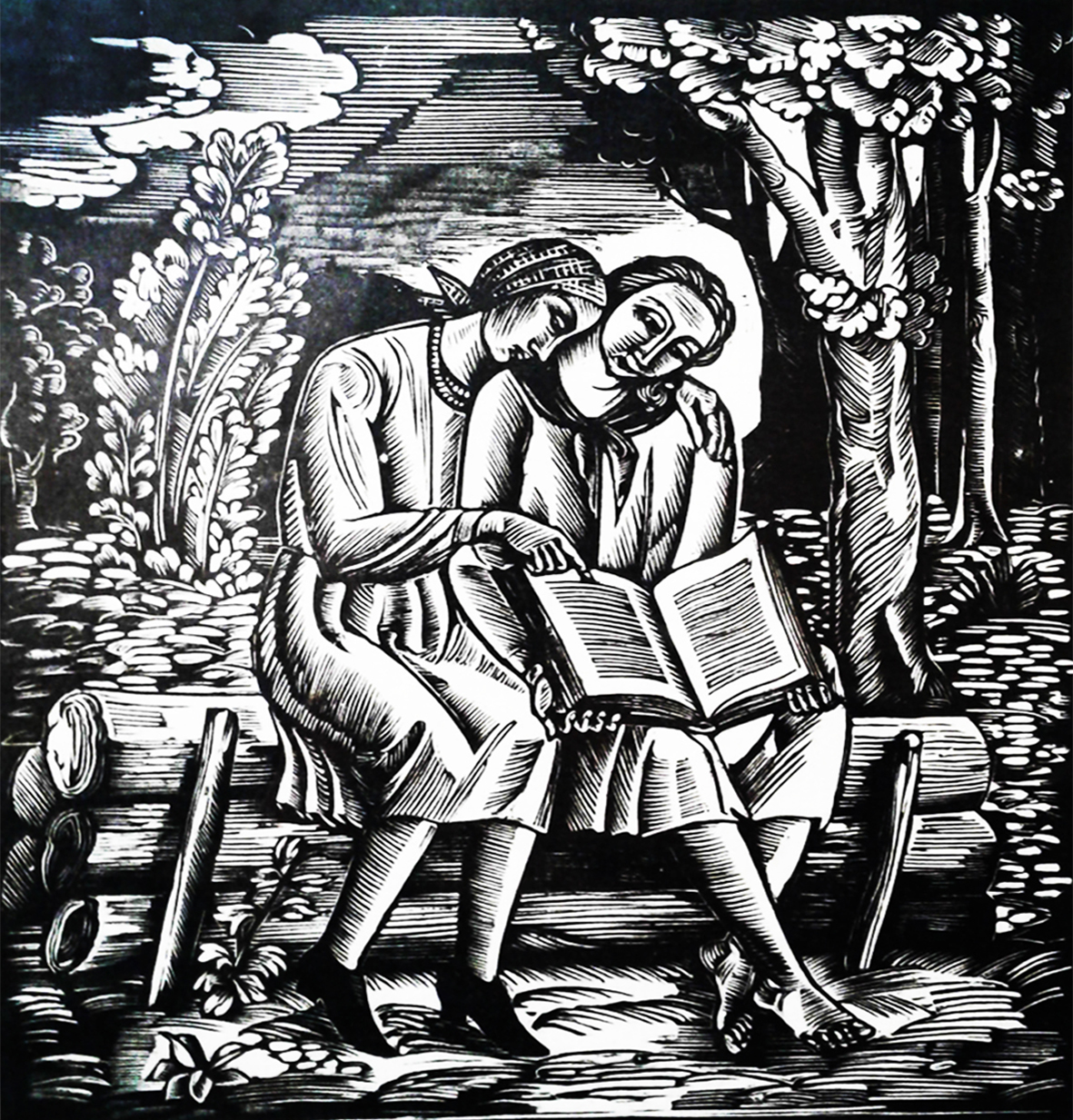
Chicas con un libro, Sofiya Nalepinska-Boychuk, 1927
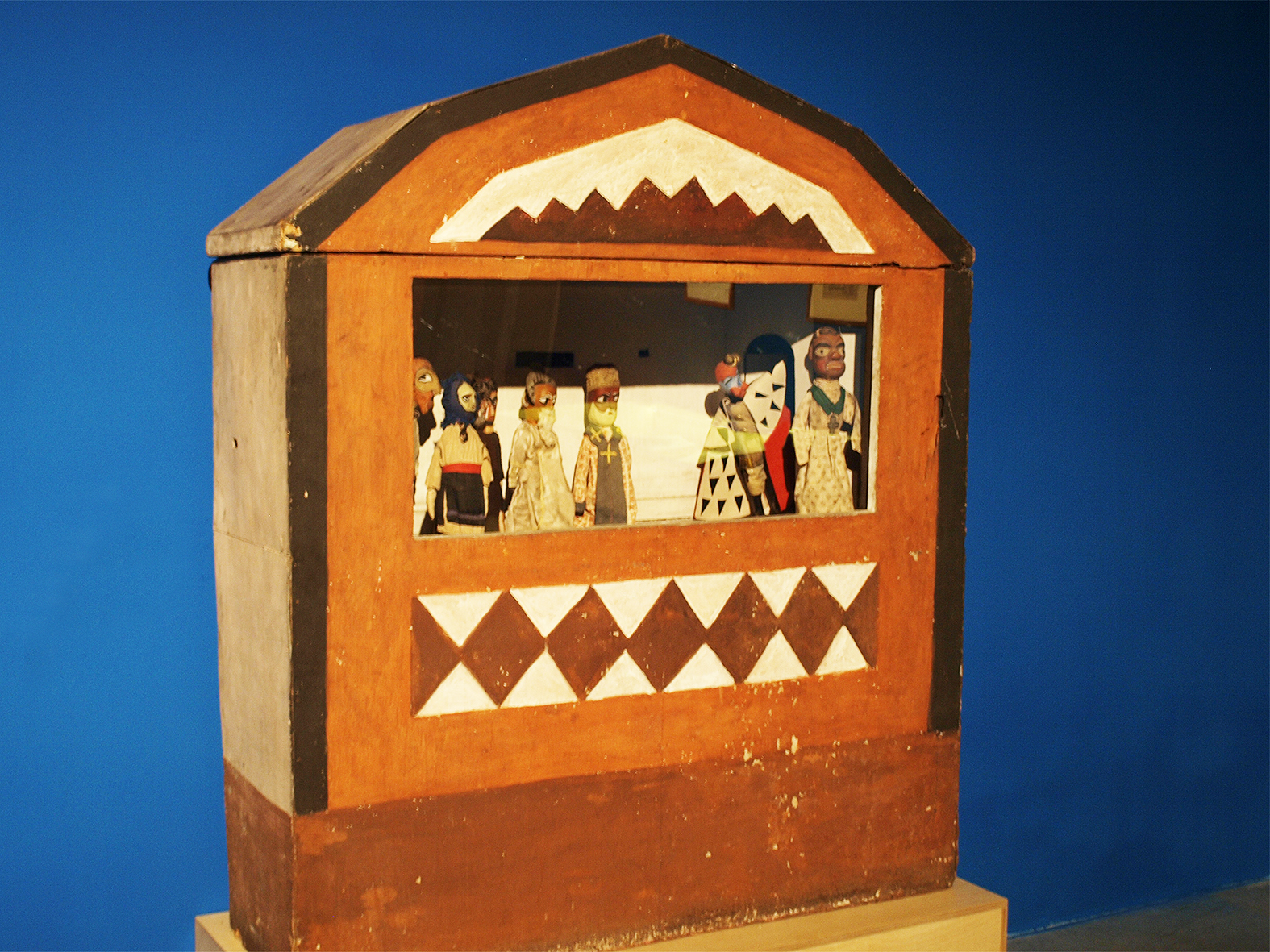
Teatro de marionetas Mezhyhirya (vertep) 1923